# Comuna Văleni, Olt
Văleni este o comună în județul Olt, Muntenia, România, formată din satele Mandra, Popești, Tirișneag și Văleni (reședința).

## Demografie
Componența etnică a comunei Văleni
     Români (94,86%)
     Alte etnii (0,31%)
     Necunoscută (4,84%)
Componența confesională a comunei Văleni
     Ortodocși (93,72%)
     Alte religii (1,31%)
     Necunoscută (4,97%)
Conform recensământului efectuat în 2021, populația comunei Văleni se ridică la 2.294 de locuitori, în scădere față de recensământul anterior din 2011, când fuseseră înregistrați 2.826 de locuitori. Majoritatea locuitorilor sunt români (94,86%), iar pentru 4,84% nu se cunoaște apartenența etnică. Din punct de vedere confesional, majoritatea locuitorilor sunt ortodocși (93,72%), iar pentru 4,97% nu se cunoaște apartenența confesională.

## Politică și administrație
Comuna Văleni este administrată de un primar și un consiliu local compus din 11 consilieri. Primarul, Ion Belu[*], de la Partidul Social Democrat, este în funcție din 1 noiembrie 2024. Începând cu alegerile locale din 2024, consiliul local are următoarea componență pe partide politice:
|  | Partid                          | Consilieri | Componența Consiliului | Componența Consiliului | Componența Consiliului | Componența Consiliului | Componența Consiliului | Componența Consiliului |
|  | ------------------------------- | ---------- | ---------------------- | ---------------------- | ---------------------- | ---------------------- | ---------------------- | ---------------------- |
|  | Partidul Social Democrat        | 6          |                        |                        |                        |                        |                        |                        |
|  | Uniunea Salvați România         | 3          |                        |                        |                        |                        |                        |                        |
|  | Alianța pentru Unirea Românilor | 1          |                        |                        |                        |                        |                        |                        |
|  | Partidul Național Liberal       | 1          |                        |                        |                        |                        |                        |                        |